# Христифор Обреновић
Христифор Обреновић, у појединим изворима познат и као Риста, био је син војводе Милана Обреновића и Стоје Обреновић Рођен је на самом крају 18. вијека. Отац му је био војвода рудничке нахије, и старији брат по мајци Милошу, Јовану и Јеврему Обреновићу.

## Биографија
Пошто му је отац умро 1810. године у Букурешту по неким тврђењима од туберкулозе а по некима под неразјашњеним околностима. Пошто је имао огромне посједе у Херешти, по праву насљеђивања требало је да их преузме Христифор али није. Посједе преузима будући књаз Милош Обреновић. Мало је обрађених историјских извора о Христифору. Позната је преписка између њега и његовог стрица Милоша Обреновића, гдје Милош захтјева од Христифора да не напушта Русију. Христифор се придржавао тога све док није дошла обавјест из Русије 1825. године да је Христифор умро.
Осим што је Милош Обреновић захтјевао да Христифор не напушта Русију. Он је лишио свог синовца права на насљеђивање престола. Рођењем сина Милана, Милош је предвидио њега за свог насљедника. Умјесто да је изабрао образованог Христифора он га је удаљио од престола и његове земље Србије. Ова грешка Милоша Обреновића касније се показала. Након што је ступио на престол кнез Милан је умро након 26 дана. Владарска судбина другог Милошевог сина кнеза Михаила завршила је атентатом 1868. годинне.

## Преписке Милоша и Христифора
Сачувана писма између кнеза Милоша и младог Христифора показале су праву истину. У њима видимо мољење Христифора за повратак у Србију из Санкт Петербурга након смрти Јакова, рођеног брата, кнеза Милоша. 13. септембра кнез Милош гаси сваку наду Христифору за повратак у Србију. Осим што је поштовао свог стрица Христифор је био и шпијун његов код Карађорђа у Русији јер га је извјештавао о дјеловањима Карађорђа у Русији.

## Смрт
Христифор је умро јуна 1825. године у Санкт Петербургу од "галопирајуће" тешке туберкулозе. Сахрањен је у Русији